# Palīm
Palīm (persiska: پلیم) är en ort i Iran.   Den ligger i provinsen Khuzestan, i den centrala delen av landet, 500 km söder om huvudstaden Teheran. Palīm ligger 142 meter över havet och antalet invånare är 347.
Terrängen runt Palīm är lite kuperad.Runt Palīm är det ganska tätbefolkat, med 58 invånare per kvadratkilometer. Närmaste större samhälle är Rāmhormoz, 9,4 km norr om Palīm. Trakten runt Palīm består till största delen av jordbruksmark.